# OS/390
OS/390 es un sistema operativo de International Business Machines (IBM) para los mainframes IBM System/370 y System/390. Es básicamente una versión renombrada de MVS que añade los Servicios de sistema UNIX. La base del OS/390 incorpora un servidor de comunicaciones que incluye VTAM, las características de VTAM AnyNet, TCP/IP y TIOC. También provee Systems Network Architecture (SNA) (3270), APPC, HPR (Enrutado de Altas Prestaciones), soporte de Asynchronous Transfer Mode (ATM), sockets y RPC.
El OS/390 fue presentado a finales de 1995 como el sucesor de MVS. En diciembre de 2001, IBM extendió el OS/390 a los procesadores de 64-bit zSeries y añadió varias mejoras. El resultado pasó a llamarse z/OS. IBM finalizó el soporte del OS/390 a finales de 2004.